# 石井三郎
石井 三郎（いしい さぶろう、1880年〈明治13年〉2月26日 - 1948年〈昭和23年〉3月25日）は、大正から昭和前期の剣道家、政治家、雑誌編集者。衆議院議員。

## 経歴
茨城県久慈郡、のちの久米村（金砂郷村、金砂郷町を経て現常陸太田市）で生まれる。1911（明治44年）に分家した。
中央大学で学び、銀行業に従事。大蔵省嘱託となり、狩猟調査委員を務めた。1920年（大正9年）5月、第14回衆議院議員総選挙に茨城県第4区から出馬して初当選。以後、第15回、第16回、第18回、第19回総選挙で再選され、衆議院議員に通算5期在任した。この間、齋藤内閣と岡田内閣の陸軍参与官などを務めた。1935年（昭和10年）には、昭和会の結党にも参加した。
また、小澤一郎の東武館で北辰一刀流を学んだ。1918年（大正7年）皇室中心主義の皇道義会を結成して総務、幹事長、会長を歴任。1925年（大正14年）のちの渋谷区 千駄ヶ谷に本部を移し東武館道場を開設した。その他、対外同志会を組織して主幹を務め、雑誌『日本』を発刊して主筆となった。
戦後、公職追放となった。

## 著作
- 『嵐を前に』皇道義会出版部、1933年。
- 『振動日本』皇道義会出版部、1933年。
- 『北支事変の後に来るもの : 特に全国青年学生諸君に告ぐ』皇道義会出版部、1937年。
- 『正気放光』皇道義会本部出版部、1938年。
- 『剣をとるも執らぬも』皇道義会本部出版部、1939年。
- 『皇紀二千六百年を迎へ国民の覚悟を新にす』皇道義会本部出版部、1940年。

## 親族
- 妻 石井やす（松本剛吉養女）[7]